# Żyły oponowe

Przekrój przez ścianę czaszki i opony mózgowo-rdzeniowe. Żyła oponowa podpisana Meningeal vein.

Żyły oponowe (łac. venae meningeae) – w anatomii człowieka żyły odprowadzające krew z opony twardej mózgowia. Na ogół są podwójne i przebiegają wspólnie z tętnicami. Największe i najbardziej stale występujące, żyły oponowe środkowe, towarzyszą tętnicy oponowej środkowej, opuszczają czaszkę na jej podstawie zazwyczaj przez otwór kolcowy, przechodząc do dołu podskroniowego i wpadają do splotu skrzydłowego. Pozostałe, niewielkie żyły oponowe wpadają do najbliżej położonych zatok opon twardej. W żyłach oponowych nie ma zastawek.